# Nescopeck Mountain
Nescopeck Mountain (auch bekannt als Nescopec Mountain) ist ein Bergrücken im Columbia County und im Luzerne County in Pennsylvania in den Vereinigten Staaten von Amerika. Der höchste Punkt liegt 486 m über dem Meeresspiegel. Der Bergkamm ist bewaldet, wobei mindestens zwei verschiedene Waldtypen vorhanden sind. Außerdem gibt es zwei Systeme aus nicht ständig wasserführenden Tümpeln am Fuß des Bergrückens. Es handelt sich um einen ziemlich langen und ununterbrochenen Rücken mit zwei Durchbrüchen, von denen einer durch den Catawissa Creek und der andere durch den Nescopeck Creek geschnitten wurden. Zu den devonischen bis karbonischen Gesteinsschichten, die diesem Bergrücken aufbauen, gehören hauptsächlich die Sedimentgesteine der Trimmers-Rock-Formation, der Catskill-Formation, der Spechty-Kopf-Formation, der Pocono-Formation und der Mauch-Chunk-Formation. In der letzten Eiszeit wurde der Bergrücken durch Vergletscherung überformt.
Die Native Americans siedelten in der Umgebung von Nescopeck Mountain. Die ersten Europäer trafen 1755 ein. Der Name des Bergrückens bedeutet in etwa „schmutziges Wasser“ oder „schwarzes Wasser“. Zwei Pennsylvania State Game Lands und ein State Park liegen teilweise auf ihm. Er erstreckt sich durch zahlreiche Townships im Columbia County und im Luzerne County.

## Geographie

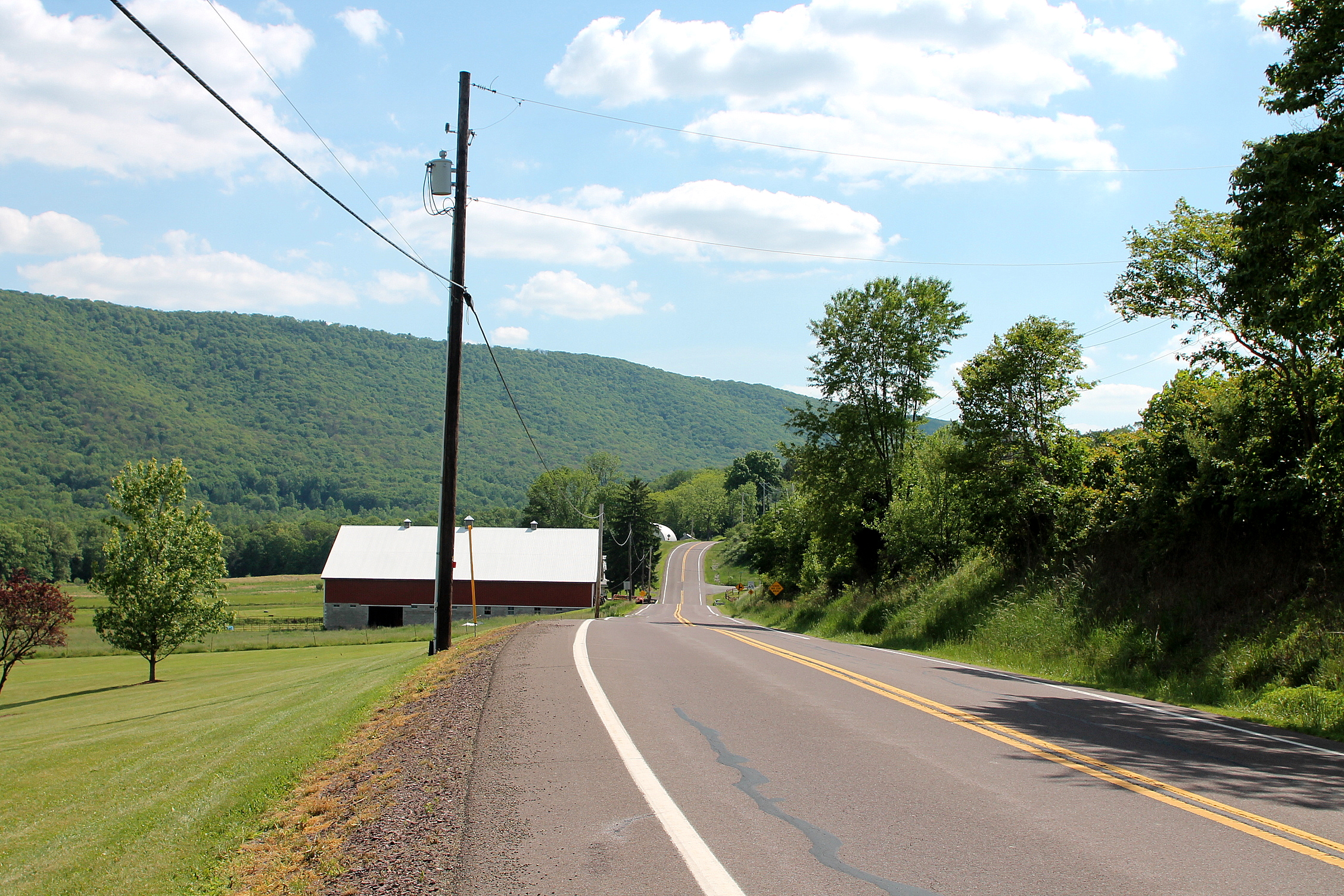
Nescopeck Mountain und Pennsylvania Route 339 in der Mifflin Township, Columbia County, Pennsylvania (Blick nach Süden)

Der höchste Punkt von Nescopeck Mountain liegt 486 m über dem Meeresspiegel und ist damit der höchste Punkt im Columbia County. Nescopeck Mountain liegt in Teilen der folgenden Townships im Columbia County: Beaver Township, Mifflin Township und Main Township in Columbia County. Der Bergkamm erstreckt sich in das Luzerne County und reicht im Osten bis in den Nescopeck State Park. Er führt im Luzerne County durch die Nescopeck Township.
Nescopeck Mountain wurde in einem 1832 erschienenen Buch als „gleichmäßig und fast ohne Unterbrechung“ beschrieben. John Gosse Freeze beschrieb den Bergkamm in dem 1888 erschienenen Buch A History of Columbia County, Pennsylvania: From the Earliest Times als „hübsch und regelmäßig gebildet“. Der Bergkamm hat eine Länge von etwa 30 km vom Susquehanna River bis fast zum Lehigh River. Auf der Nordseite ist der Hang steiler und höher als auf der Südseite. Für die Landwirtschaft ist das Gebiet zu steinig, und große Findlinge liegen herum.
Nescopeck Mountain ist Teil eines langen Gebirgszuges aus durchgehend bewaldeten Bergen und Bergrücken, die vom Moosic Mountain bis zum Susquehanna River reicht und gilt als Verlängerung des Catawissa Mountain. Die Höhe ähnelt den Bergen in der Umgebung des Wyoming Valley. Der Bergkamm hat eine Schartenhöhe von bis zu 255 m, am Durchbruch des Nescopeck Creek 270 m. Am westlichen Ende bei Mainville beläuft sich die Schartenhöhe auf 120–150 m.
Die Interstate 80 verläuft durch den vom Nescopeck Creek geschnittenen Durchbruch im Nescopeck Mountain. Die Susquehanna River Lowlands liegen in der Nähe. Die Fernstraße verläuft sonst fast über die gesamte Länge des Bergrückens parallel zu diesem.
Am östlichen Ende durchquert die heute von der Reading Blue Mountain and Northern Railroad betriebene und von der Central Railroad of New Jersey (Lehigh und Suqehanna Division) erbaute Bahnstrecke von Pittston nach Jim Thorpe das Gebirge. Rund 1,5 Kilometer östlich überquerte eine Strecke der Lehigh Valley Railroad die Nescopeck Mountain. Diese Strecke ist stillgelegt. Auch die Strecke der Pennsylvania Railroad durch das Tal des Nescopeck Creek ist eingestellt. Durch das Tal des Catawissa Creek führte eine Bahnstrecke der Reading Company.

## Hydrologie

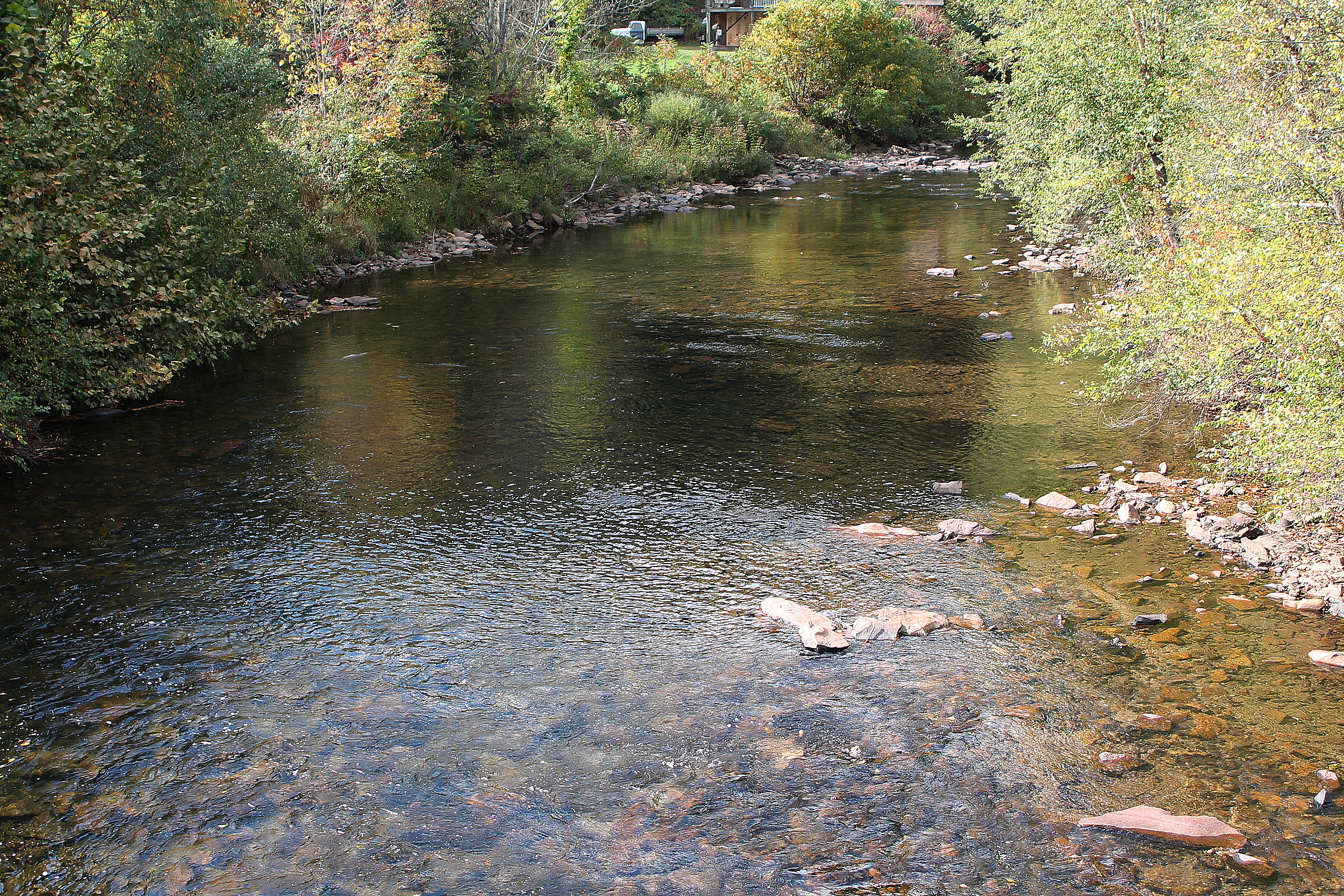
Catawissa Creek etwas oberhalb des Durchbruchs zwischen Catawissa Mountain und Nescopeck Mountain

Der Bergrücken gehört teilweise zur Wasserscheide zwischen Susquehanna River und dem Lehigh River und liegt zu einem großen Teil im Einzugsgebiet des Nescopeck Creek, der im östlichen Abschnitt des Bergrückens auf dessen Südseite verläuft. Allerdings gehören einige Wasserläufe im Bereich des Nescopeck Mountain in das Einzugsgebiet des Lehigh River. Er wird damit vollständig durch Flüsse entwässert, die an der Ostküste der Vereinigten Staaten in den Atlantischen Ozean münden.
Der größte Teil des Bergrückens liegt nördlich des Nescopeck Creek, östlich des Nescopeck Valley. Durch dieses Durchbruchstal nördlich des Buck Mountain wechselt der Nescopeck Creek, kurz nachdem er den Black Creek am Fuß des Bergrückens empfangen hat, auf die Nordseite des Nescopeck Mountain. Das Tal selbst ist etwa 30 km lang und bis zu 8 km breit.
Zu seinem westlichen Ende hin wird die Südseite des Nescopeck Mountain zwischen diesem und dem McCauley Mountain durch den Scotch Run entwässert; dieser mündet in den Catawissa Creek, dessen Durchbruchstal Nescopeck Mountain und Catawissa Mountain trennt.
Am Fuß des Nescopeck Mountain befinden sich zahlreiche Sölle; diese führen hier zumeist nicht ganzjährig Wasser, sondern trocknen im Laufe des Sommers weitgehend aus.

## Geologie

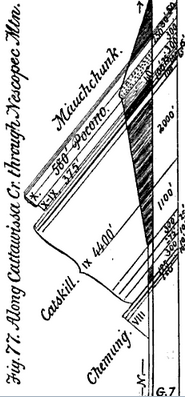
Schnitt durch die geologischen Verhältnisse des Nescopeck Mountain am Catawissa Creek

Der Bergrücken des Nescopeck Mountain wird aus Sedimentgesteinen des Devons bis Unterkarbons aufgebaut, die nach Südosten einfallen. Die nördlichen Berghänge werden von den devonischen Trimmers-Rock- und Catskill-Formationen gebildet. Während die Schluffsteine und Tonsteine der Trimmers-Rock-Formation am nördlichen Unterhang des Höhenrückens zu finden sind, werden die nördlichen Mittel- und Oberhangbereiche durch die Schluffsteine der Catskill-Formation aufgebaut. Auf dem Kamm des Bergrückens stehen vorwiegend hell- bis olivgraue, fein- bis mittelkörnige, kreuzgeschichteten Sandsteine und Schluffsteine der Spechty-Kopf-Formation an. Der Südhang des Bergrückens wird von karbonischen Sandsteinen der Pocono-Formation und den Tonsteinen der karbonischen Mauch-Chunk-Formation aufgebaut. Weiter südlich lagert diesen Gesteinsformationen örtlich die steinkohleführende Pottsville-Formation auf.
Strukturell wird der Bergrücken des Nescopeck Mountain hauptsächlich von Gesteinsformationen bestimmt, die die Nordwestflanke einer langgezogenen Synklinale aufbauen. Der Wechsel zwischen Schichtstufen und Verebnungsflächen, die wesentlich die geomorphologische Gliederung determinieren, resultiert aus der unterschiedlichen lithologischen Zusammensetzung der Gesteinsformationen und der damit verbundenen unterschiedlich hohen Verwitterungs- und Erosionsresistenz.
Während der letzten Eiszeit lag der Höhenrücken des Nescopeck Mountain unweit der südlichen Vergletscherungsgrenze. Die Gletscher führten Schuttmaterial aus dem Einzugsgebiet des heutigen Susquehanna River mit und lagerten es an den Hängen des Bergrückens ab.

## Geschichte und Etymologie
Wo sich heute Nescopeck befindet, existierte einst ein Dorf der Shawnee, und nach 1740 trafen Forks Lenape ein, nachdem diese von ihrem Stammland vertrieben wurden. Bereits 1755 reisten zwei Missionare der Herrnhuter Brüdergemeine, Christian Seidel und Henry Frey, den Bergrücken entlang, um die hier lebenden Indianer zu missionieren.
1838 ersuchte ein Mann namens Butler für die Lehigh Coal and Navigation Company das Pennsylvania House of Representatives um Erlaubnis zum Bau eines Tunnels oder eines Einschnittes durch den Nescopeck Mountain. Ende des 19. Jahrhunderts und zu Beginn des 20. Jahrhunderts wurde auf dem Bergrücken das Glen Summit Springs Hotel betrieben. Es war von der Lehigh Valley Railroad Company gebaut worden und lockte in seiner Glanzzeit Besucher aus dem Wyoming Valley und von der Ostküste der Vereinigten Staaten an. Ende des 19. Jahrhunderts wurde auch Steinkohle abgebaut.
Mitte des 19. Jahrhunderts war der Kamm des Bergrückens frei von Bewaldung. Zu Beginn des 21. Jahrhunderts wurden Teile des Bergrückens abgeholzt, und es gibt Pläne, Sendemasten zu errichten; der Bergrücken ist weitgehend unbebaut.
Nescopeck Mountain ist höchstwahrscheinlich nach dem Shawnee-Dorf Nescopeck benannt. Der Name nescopeck selbst ist eine Verballhornung von neskchoppeck, was in deren Sprache „schmutziges Wasser“ oder „schwarzes Wasser“ bedeutet.

## Flora und Fauna

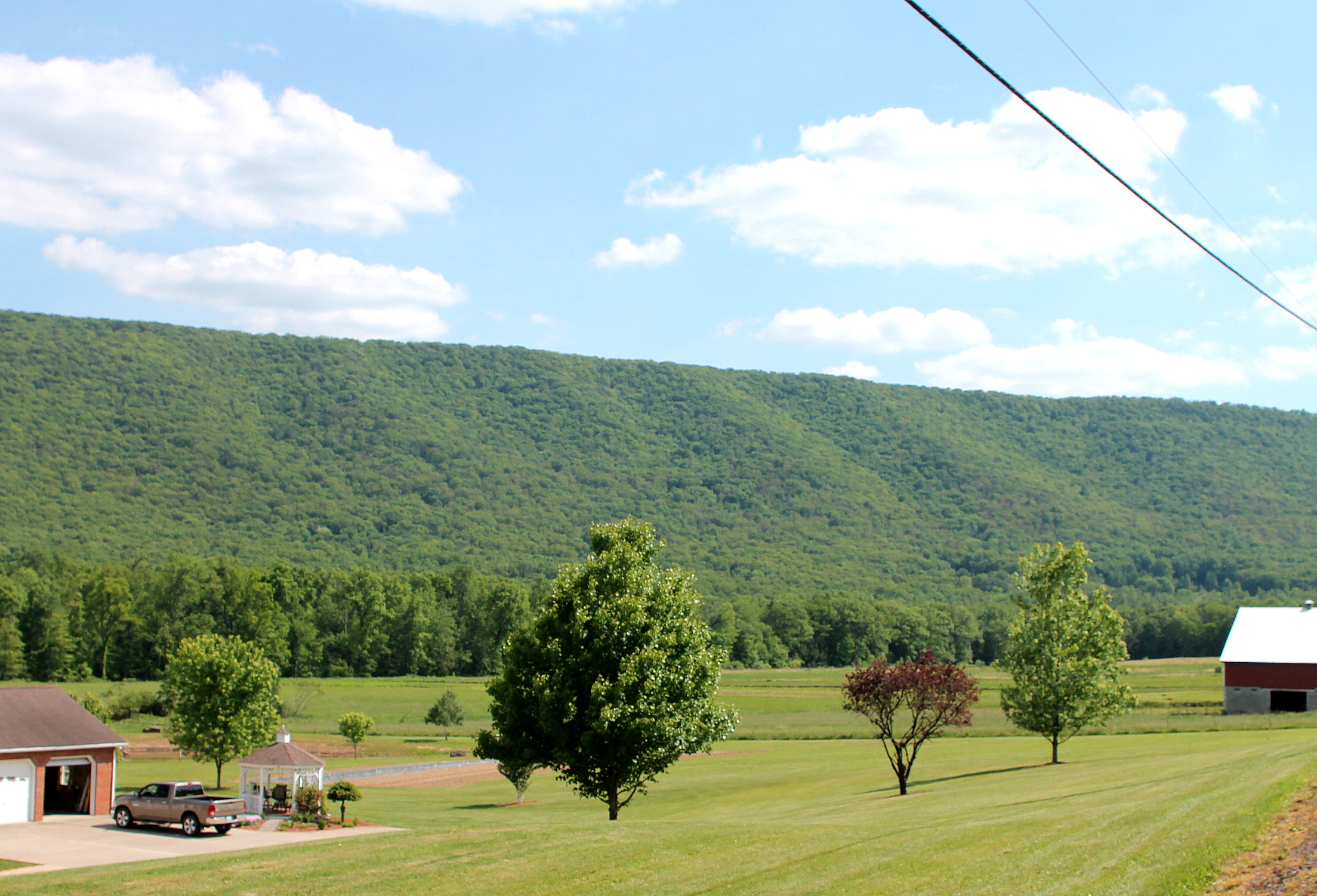
Der bewaldete Bergrücken

Nescopeck Mountain ist einer von mehreren Bereichen im Columbia County mit zusammenhängenden für die Appalachen typischen Eichen-Mischwäldern. Typische Baumarten sind Färber-Eiche (Quercus velutina), Roteiche (Quercus rubra), Amerikanische Weiß-Eiche (Quercus alba), Kastanien-Eiche (Quercus montana), Rot-Ahorn (Acer rubrum), Spätblühende Traubenkirsche (Prunus serotina), Grau-Birke (Betula populifolia), Zucker-Birke (Betula lenta), Weymouth-Kiefer (Pinus strobus), Pech-Kiefer (Pinus rigida) und Pappel-Arten (Populus spec.) Straucharten, die auf dem Bergrücken vorkommen, sind beispielsweise die Niedere Scheinbeere (Gaultheria procumbens), Vaccinium- sowie Gaylussacia-Arten und Felsenbirnen (Amelanchier spec.). Andere Straucharten dort sind Gaylussacia baccata, die Heidelbeerart Vaccinium angustifolium, Berglorbeer (Kalmia latifolia), Schmalblättrige Lorbeerrose (Kalmia angustifolia), Aralia nudicaulis und Selbstkletternde Jungfernrebe (Parthenocissus quinquefolia). Es kommt beispielsweise auch der Adlerfarn (Pteridium aquilinum) vor.
Die als Edgewood Vernal Pools bezeichneten Bereiche auf der Südseite des Bergrückens mit Dutzenden von periodisch auftretenden Tümpeln, die glazialen Ursprungs sind, bieten Lebensraum für zahlreiche Amphibien, darunter Waldfrosch (Rana sylvatica) und Flecken-Querzahnmolch (Ambystoma maculatum). Eine weltweit seltene wirbellose Art wurde 1990 in diesen Tümpeln festgestellt. Zu den dort vorkommenden Pflanzenarten gehören Amerikanische Heidelbeere (Vaccinium corymbosum), Wohlriechender Fieberstrauch (Lindera benzoin), Rot-Ahorn (Acer rubrum), Schwarzer Tupelobaum (Nyssa sylvatica), Amerikanische Weiß-Eiche (Quercus alba), die Stechpalmenart (Ilex verticillata), Amerikanische Hainbuche (Carpinus caroliniana), verschiedene Stechwinden-Arten (Smilax spec.), Kastanien-Eiche (Quercus montana), Weymouth-Kiefer (Pinus strobus), Gelb-Birke (Betula alleghaniensis), verschiedene Torfmoose (Sphagnum spec.) und Zimtfarn (Osmunda cinnamomea). Auf der Nordseite des Bergrückens befindet sich ein weiteres System von Tümpeln; dieses wird als Briggsville Vernal Pools bezeichnet.
Die Nescopeck Mountain Barrens – das Wort barren bedeutet Ödland – sind eine Pflanzengesellschaft aus kleinwüchsigen Bäumen, die am Bergrücken einen Wald bilden und besteht aus offenen Flächen über Sandsteinfelsen mit Bewuchs aus Busch-Eiche (Quercus ilicifolia), Draht-Schmiele (Deschampsia flexuosa), Pech-Kiefer (Pinus rigida),  Schizachyrium scoparius sowie mehrere Vaccinium-Arten bis hin zu dichtem Wald mit Busch-Eiche und darüber hinausragender Pech-Kiefer, die teilweise Spuren von Waldbränden aufweisen; Brände sind für die Erhaltung dieser Pflanzengesellschaft ein natürlicher Prozess.
Im Sommer 2014 wurde Nescopeck Mountain vom Schwammspinner befallen, und hunderte von Bäumen wurden dadurch entlaubt. Die bundesstaatliche Forstverwaltung plante das Versprühen von Bekämpfungsmitteln im Frühsommer 2015.

## Naherholung
Ein Teil des Pennsylvania State Game Lands Number 58 liegt am Nescopeck Mountain, außerdem umfasst das Pennsylvania State Game Lands Number 187 die Nescopeck Mountain Barrens. Der Bergrücken liegt am nördlichen Rand des 3550 Acre (rund 1440 Hektar) großen Nescopeck State Park. Wanderwege führen auf den Bergkamm, von dessen Höhe aus man bei günstigen Sichtbedingungen bis nach Bloomsburg schauen kann.

## Belege
1. 1 2 3 4  Walter M. Brasch: Columbia County Place Names. 1982, S. 156 (englisch).
2. 1 2 3 4 5 6 7  The Pennsylvania Science Office of The Nature Conservancy: Columbia County Natural Areas Inventory 2004. (PDF) 2004, abgerufen am 6. Januar 2015 (englisch).
3. ↑  Nescopeck Mountain. In: Geographic Names Information System. United States Geological Survey, United States Department of the Interior, abgerufen am 6. Januar 2015 (englisch).
4. ↑  Topographic Map Ridge Features in Columbia County, Pennsylvania. Archiviert vom Original am 7. Juli 2013; abgerufen am 6. Januar 2015 (englisch). Die Quelle gibt die Höhe 1604 Fuß an, was im Widerspruch zur Datenbank des United States Geological Survey steht.
5. 1 2  Pennsylvania Department of Conservation and Natural Resources: Nescopeck State Park. Abgerufen am 6. Januar 2015 (englisch).
6. ↑  Nescopeck Township: Nescopeck Township. Abgerufen am 6. Januar 2015 (englisch).
7. 1 2 3 4 5  William Darby: Universal gazetteer: a dictionary, geographical, historical, and statistical, of the various kingdoms, states, provinces, seas, mountains etc., in the world. 1845, S. 509 (englisch, google.com): “The Nescopeck mountain on the N side of the Nescopeck creek is a range nearly of similar height with those of Wyoming, and parallel to them. The Nescopeck forms a regular unbroken ridge, nearly destitute of timber on its summit, and reaches from the Susquehanna nearly to the Lehigh. (Ausriss)”
8. 1 2 3 4  Thomas Francis Gordon: A Gazetteer of the State of Pennsylvania. 1832, S. 54,317 (englisch, google.com): “Nescopeck mountain, Luzerne co. on the N side of the Nescopeck creek, is a range about 850 feet high, parallel to the Wyoming mountain. It forms a regular and almost unbroken ridge of about 20 miles, nearly destitute of timber on its summit, and extends from the Susquehanna nearly to the Lehigh, forming the southern boundary of Nescopeck, Newport, and Hanover t-ships. (Ausriss)”
9. 1 2  John Gosse Freeze: A History of Columbia County, Pennsylvania: From the Earliest Times. 1888, S. 51 (englisch, google.com).
10. ↑  Jon D. Inners: Bedrock geologic map of the Berwick quadrangle, Luzerne and Columbia counties, Pennsylvania. 1978, abgerufen am 6. Januar 2015 (englisch).
11. 1 2 3  I. W. Hartman: IRON ORE FURNACE AT MAINVILLE First in Columbia County, Was Built in the Year 1815 Southsider’s Prosperous Residents Supposed Hidden Coal in the Mountain Still Unmined. (PDF) In: Democratic Sentinel. 2. Mai 1912, abgerufen am 6. Januar 2015 (englisch).
12. ↑  Charles B. Trego: A geography of Pennsylvania. 1843, S. 51 (google.com).
13. 1 2  Edward Higginson Williams: Pennsylvania Glaciation, First Phase: Materials for a Discussion of the Attenuated Border of the Moraine Described in Volume Z of the Second Geological Survey of Pennsylvania. 1917 (englisch, google.com).
14. ↑  Jeff Mitchell: Paddling Pennsylvania: Canoeing and Kayaking the Keystone State’s Rivers and Lakes. S. 89 (englisch, google.com).
15. ↑  General Geology Report, Volumes 70–72. 1978, S. 56 (englisch, google.com).
16. 1 2 3  Robert S. Grumet: Manhattan to Minisink: American Indian Place Names of Greater New York and Vicinity. University of Oklahoma Press, S. 107–108 (englisch, google.com).
17. 1 2  J. H. Beers: Historical and biographical annals of Columbia and Montour counties, Pennsylvania. 1915 (englisch, google.com).
18. 1 2 3 4 5  Pennsylvania Natural Heritage Program (Western Pennsylvania Conservancy): A NATURAL AREAS INVENTORY LUZERNE COUNTY, PENNSYLVANIA Update – 2006. 2006, abgerufen am 7. Januar 2015 (englisch).
19. ↑  Department of conservation and natural resources: Interaktive Geologische Karte von Pennsylvania, abgerufen am 17. Februar 2015
20. ↑  USGS: Spechty Kopf Formation, abgerufen am 17. Februar 2015
21. ↑  USGS: Pocono Formation, abgerufen am 17. Februar 2015
22. ↑  USGS: Mauch Chunk Formation, abgerufen am 17. Februar 2015
23. ↑  Bureau of Topographic and Geologic Survey: Mineral Resource Report M. 1941 (englisch, google.com).
24. ↑  USGS: Pottsville Formation, abgerufen am 17. Februar 2015
25. ↑  Manufactures of the United States in 1860. (englisch, google.com).
26. ↑  Hazard’s Register of Pennsylvania, Volume 15. 1835, S. 139 (englisch, google.com).
27. ↑  Pennsylvania House of Representatives: Journal, Volume 49, Part 1. 1838, S. 232 (englisch, google.com).
28. ↑  Pamela C. Turfa:  A place of cool retreat: an area resort widely known in late 19th century offered escape to the mountains (Memento des Originals vom 3. Januar 2015 im Internet Archive) In: Times Leader, 13. Juli 2003. Abgerufen am 6. Januar 2015 (englisch).  Info: Der Archivlink wurde automatisch eingesetzt und noch nicht geprüft. Bitte prüfe Original- und Archivlink gemäß Anleitung und entferne dann diesen Hinweis.
29. ↑  Tom Ragan:  Gypsy moth infestation on Nescopeck Mountain In: Standard-Speaker, 5. Oktober 2014. Abgerufen am 6. Januar 2015 (englisch).